# Dink (obwód Płowdiw)
Dink (bułg. Динк) – wieś w południowej Bułgarii, w obwodzie Płowdiw, w gminie Marica. 16 km od Płowdiwu.
We wsi istnieje cerkiew z 1928 pw. Wniebowzięcia Bogurodzicy.